# Simonszand

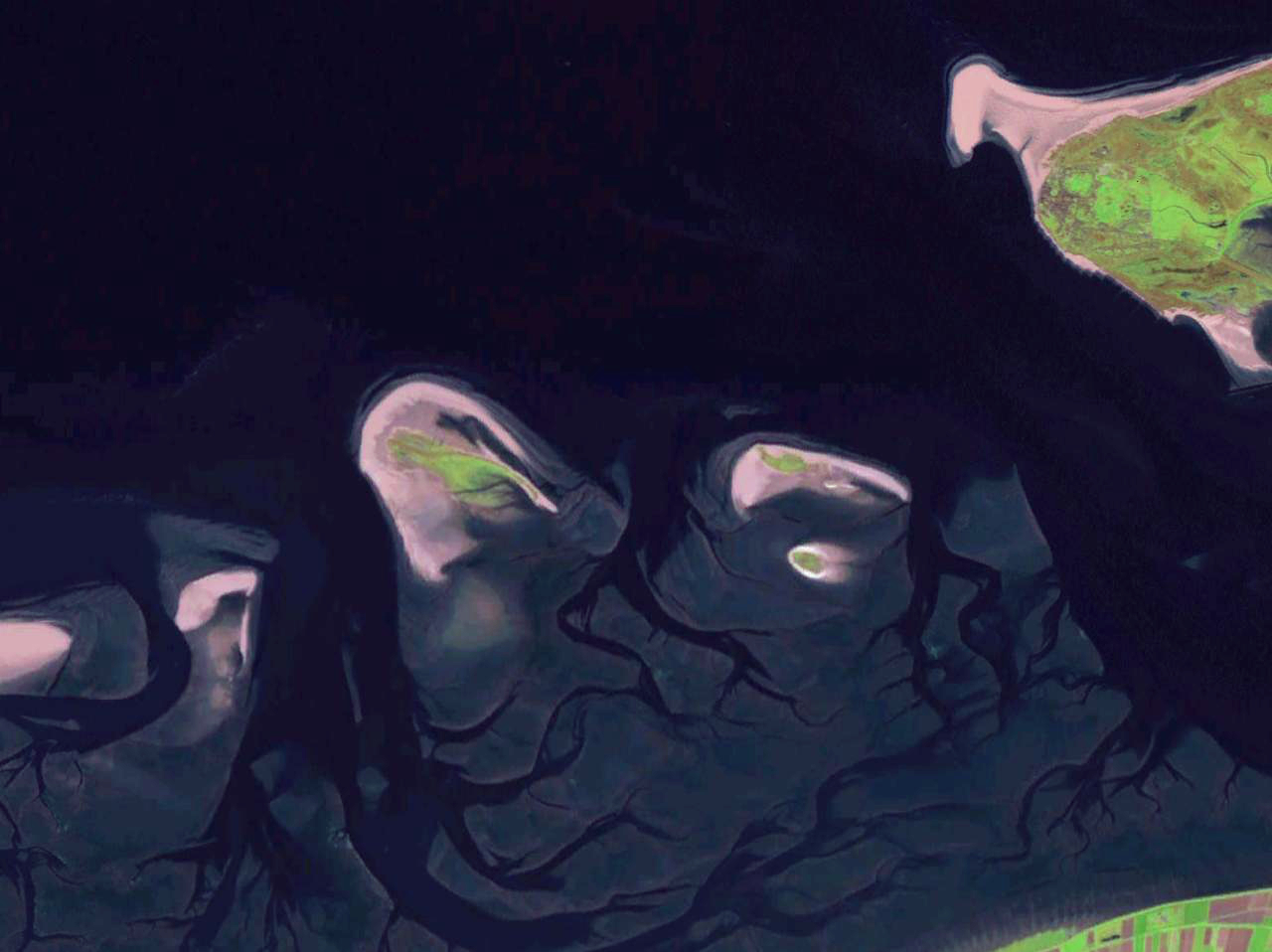
Van west naar oost: oostpunt Schiermonnikoog, Simonszand, Rottumerplaat, Rottumeroog (noord), Zuiderduintjes (zuid) en westen van Borkum

Simonszand is een kleine zandplaat tussen Schiermonnikoog en Rottumerplaat.
Simonszand hoort bij de gemeente Het Hogeland en bestaat uit een langgerekte zandplaat van ongeveer anderhalve kilometer lang en een paar honderd meter breed. Net als de andere zandplaten in het waddengebied - zoals de Noorderhaaks (bij Texel) en Engelsmanplaat (bij Ameland) - is het bijna onbegroeid.
De zandplaat speelt een belangrijke rol als rustplaats voor vogels als steltlopers, kanoeten en eenden en voor zeehonden en hun jongen. Daarom heeft het ministerie van Landbouw in 1999 besloten dat watersporters niet meer mogen droogvallen op en rond deze zandplaat.
Simonszand was - mede door de aanwezigheid van zeehonden - een geliefde bestemming voor wadlopers.
In maart 2012 werd bekend dat Simonszand door de omliggende geulen in twee delen was gedeeld, waarbij grote delen ervan, waaronder de aanwezige duintjes, verdwenen waren. Ook is daarbij het wantij verloren gegaan, waardoor de zandplaat niet meer geschikt is als bestemming voor het wadlopen, en op den duur geheel kan verdwijnen.